# Erik Kristiansen
Erik Kristiansen, född 12 mars 1961 i Furnes, är en norsk före detta ishockeyspelare.
Han spelade totalt 20 säsonger med Storhamar Dragons i norska Hamar. Han spelade även 97 matcher för Norges landslag, bland annat i VM och OS. År 1985 utsågs Kristiansen till årets bästa norska spelare, vilket gav honom utmärkelsen Gullpucken.
Inför säsongen 1987/88 skrev Kristiansen och Storhamarkollegan Åge Ellingsen på för IF Björklöven i den svenska Elitserien, där laget gick till en finalförlust mot Färjestad BK.
Han är Storhamars meste målskytt genom tiderna med 509 mål och 406 assist på 649 matcher under 20 säsonger.